# Tu Robaste Mi Corazon
Tu Robaste Mi Corazon  é uma canção dueto com mexicano-americana de Tejano pop, Selena e Tejano ranchera, Emilio Navaira, do seu quarto álbum de estúdio e primeiro álbum ao vivo, Selena Live! de 1993. Escrito e produzido por A.B. Quintanilla III, e Ricky Vela, a música foi lançada como o terceiro single do álbum.

## Posições
| Gráfico (1995)                              | Posição |
| ------------------------------------------- | ------- |
| US Billboard Hot Latin Tracks               | 5       |
| US Billboard Latin Regional Mexican Airplay | 8       |
| US Billboard Latin Pop Airplay              | 6       |